# Nudler
Nudler eller asiatiske nudler er tynde tørre eller friske pastatråde. Fordi de er tynde,[kilde mangler] har de kortere kogetid end spaghetti; typisk 2-3 minutter. Nudler kan også være pastastjerner og pastahjul, der kan koges med i en suppe.. På dansk betegner nudler ikke helt det samme som lignende ord på andre sprog, fx er Nudeln på tysk et meget mere alment begreb for pastavarer.
Både kineserne, araberne og italienerne hævder, at de var de første, som opfandt trådlignende mad. De første skrevne beskrivelser af nudler er fra Han-dynastiet mellem år 25 og 220 e.Kr. I oktober 2005 blev de ældste nudler, som er opdaget, fundet ved den arkæologiske udgraving af landsbyen Lajia, som var en del af Qijia-kulturen, ved Den gule Flod i Qinghai-provinsen i Folkerepublikken Kina.
Legenden siger, at nudlerne blev bragt til Italien fra Kina af Marco Polo.

## Fodnoter
1. ↑   De to betydninger nævnes både i Gyldendals Online Leksikon 2006 og i Den Danske Ordbog 2003-05 uden dog at angive, hvad der er nyere og ældre sprogbrug.